# بوب بولن
بوب بولن (بالإنجليزية: Bobby Bolin) هو لاعب كرة قاعدة أمريكي، ولد في 29 يناير 1939 في هيكوري في الولايات المتحدة.

## وصلات خارجية
- بوب بولن على موقع دوري كرة القاعدة الرئيسي (الإنجليزية)
- بوب بولن على موقعبيزبول رفرنس.كوم (الدوري الرئيسي) (الإنجليزية)
- بوب بولن على موقعبيزبول رفرنس.كوم (الدوري الثانوي) (الإنجليزية)
- بوب بولن على موقع مشجعي الرسوم البيانية (الإنجليزية)